# Violone

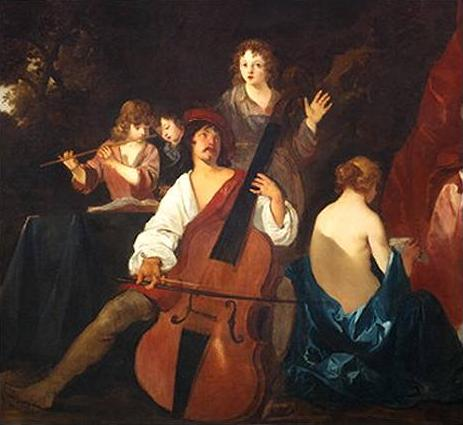
Un violone pintado ca. 1640 por Sir Peter Lely, pintor barroco anglo-holandés, mostrando un gran instrumento bajo con forma de violonchelo pero con un largo diapasón y tocado con el arco palma arriba, a la manera de las violas da gamba.

Un violone es un instrumento de cuerda frotada de gran tamaño. Actualmente el término se reserva para instrumentos históricos o reproducciones de ellos, encordados con tripa y utilizados para la interpretación de música con criterios historicistas, pudiendo incluso designar al contrabajo cuando es utilizado según tales criterios.
Un uso más restrictivo del término designa específicamente a instrumentos de la familia de la viola da gamba, provistos de trastes, existiendo dos variantes básicas:
- El violone en Sol, afinado Sol,-Do-Fa-La-re-sol, esto es, una quinta baja de la viola da gamba bajo convencional.
- El violone en Re, afinado Re,-Sol,-Do-Mi-la-re, esto es, una octava baja de la viola da gamba bajo convencional, y utilizado para doblar a la octava las líneas de bajo.

No obstante es hoy posible encontrar otras afinaciones e instrumentos de menos de seis cuerdas.
Por último, la palabra «violone» designa también a un registro de órgano, aunque en español se suele usar el término violón para este.

## Historia
El uso histórico de la palabra "violone" ha dado ocasión a duras polémicas entre los eruditos sobre su significado exacto, debidas por un lado a la imprecisión con la que ha sido utilizado el propio término desde el siglo XVI y, por otro, a la enorme variabilidad de tamaños, modelos y afinaciones que ha habido (y hay aún) entre los instrumentos graves de cuerda frotada, siempre lejanos de la estandarización. Los primeros violoni son utilizados ya en el siglo XVI, y Praetorius en su Syntagma Musicum registra, ya en 1619, una gran variedad de afinaciones. Durante el siglo XVII la palabra fue utilizada sobre todo para denominar al violone en Sol y al violonchelo (término italiano que significa literalmente pequeño violone), destinándole por ejemplo Arcangelo Corelli el acompañamiento de su Op. V (Sonate a Violino e Violone o Cimbalo, Roma, 1700). A lo largo del siglo XVIII el violone en Sol cae progresivamente en desuso, quedando finalmente reservada la palabra para instrumentos que doblan el bajo a la octava, como el contrabajo.